# Port lotniczy Larestan
Port lotniczy Larestan (IATA: LRR, ICAO: OISL) – port lotniczy położony w Lar, w ostanie Fars, w Iranie.